# Deutsche Vierteljahrsschrift

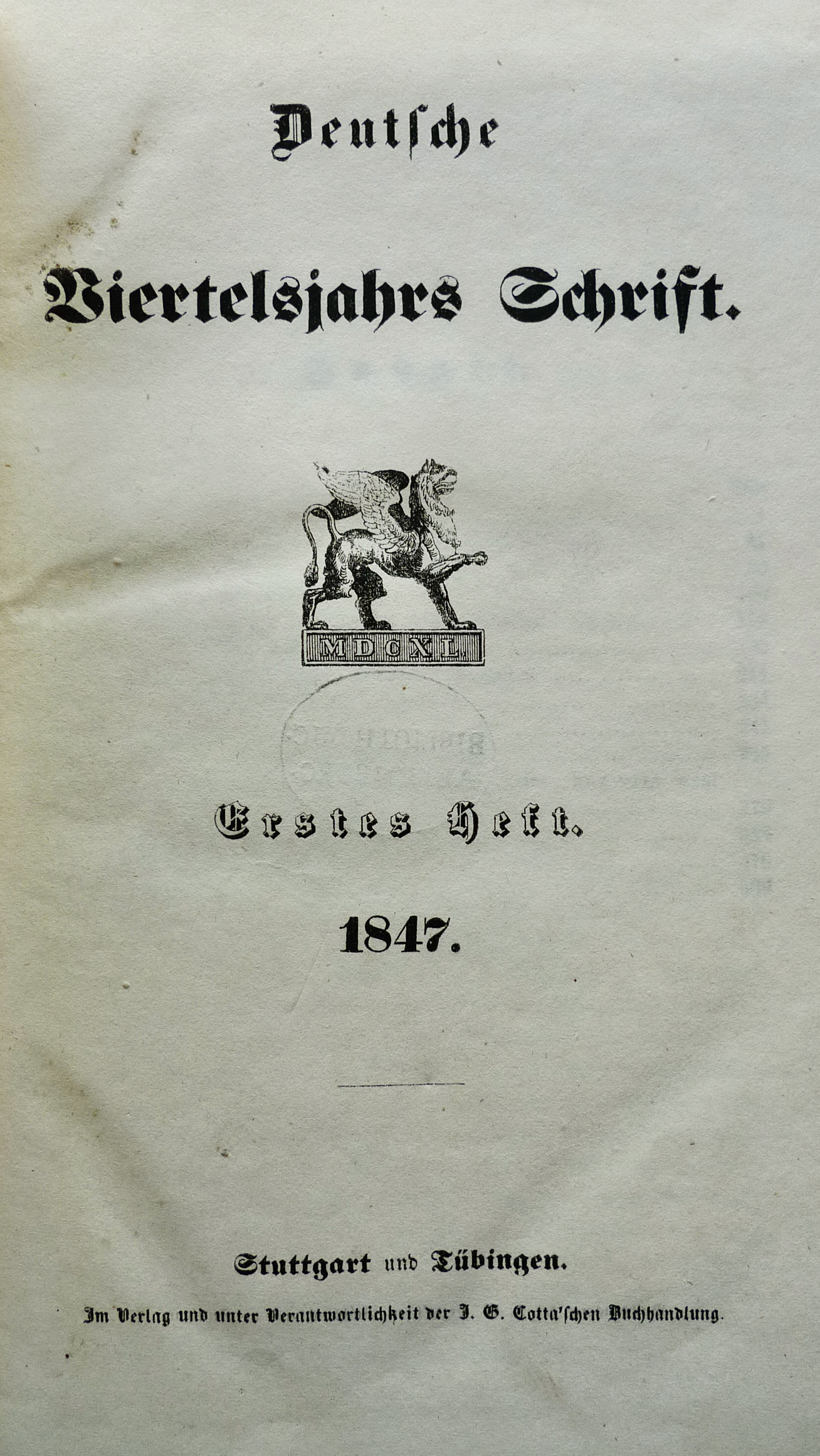
Deutsche Vierteljahrsschrift, Titelseite von 1847

Die Deutsche Vierteljahrsschrift war eine allgemeinwissenschaftliche Zeitschrift der Cotta’schen Verlagsbuchhandlung. Sie erschien von 1838 bis 1870 in einer Auflage von gut 1000 Exemplaren.

## Herausgeber und Autoren

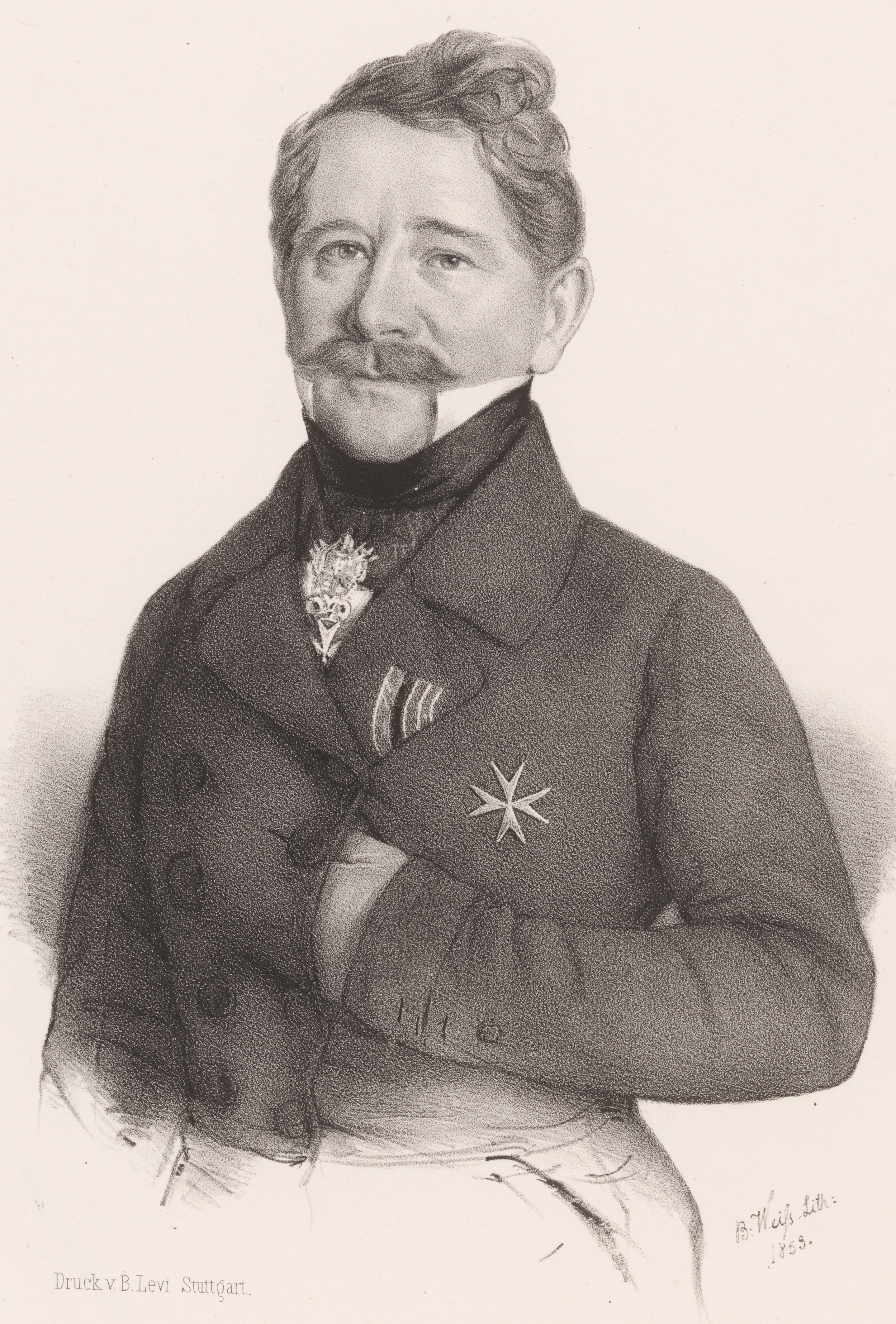
Johann Georg Cotta von Cottendorf, Lithographie, 1859

Begründet wurde die Zeitschrift von den späteren Herausgebern Georg von Cotta und Friedrich von Kölle sowie dem Redakteur Wolfgang Menzel.
Für den Verleger Georg von Cotta war das Projekt ein Herzensanliegen, er kümmert sich daher persönlich um die Zeitschrift und zahlte den Mitarbeitern mit 75 Mark je Bogen ein Honorar, das doppelt so hoch war wie sonst im Verlag üblich. Damit und auch aufgrund seiner persönlichen Verbindungen gewann Cotta führende Wissenschaftler der Zeit für seine Publikation.
Unter den Autoren finden sich u. a. der Naturforscher Alexander von Humboldt, der Chemiker Justus von Liebig, der Erzähler und Literaturhistoriker Theodor Mundt, der Schriftsteller Ernst Moritz Arndt und der Nationalökonom Friedrich List.
Die meisten der rund 200 Autoren waren renommierte Professoren oder Privatgelehrte. Regelmäßige Beiträger waren unter anderem: der Militärschriftsteller Karl Eduard Pönitz, der Kulturhistoriker Wilhelm Heinrich Riehl und der Nationalökonom Albert Schäffle.

## Konzeption und Inhalt
Die Publikation sollte nach dem Willen der Herausgeber eine Lücke füllen: In Deutschland, so hieß es im Vorwort der ersten Ausgabe, gebe es weder eine Akademie, welche alle geistigen Strömungen des Landes leite, noch eine zentrale Hauptstadt, in der sich Fachleute unterschiedlichster Disziplinen treffen und austauschen könnten.
Die Deutsche Vierteljahrsschrift sollte dafür ein Forum bilden. Gerade in einer Zeit, da die Masse der jährlich erscheinenden Schriften immer größer und unübersichtlicher wurde, sollte die Publikation allen interessierten Laien einen Überblick über wesentliche Forschungsgegenstände geben: Man wolle die Leser möglichst „über alles auf dem Laufenden“ halten, „was das Reich der Geister bewegt“.

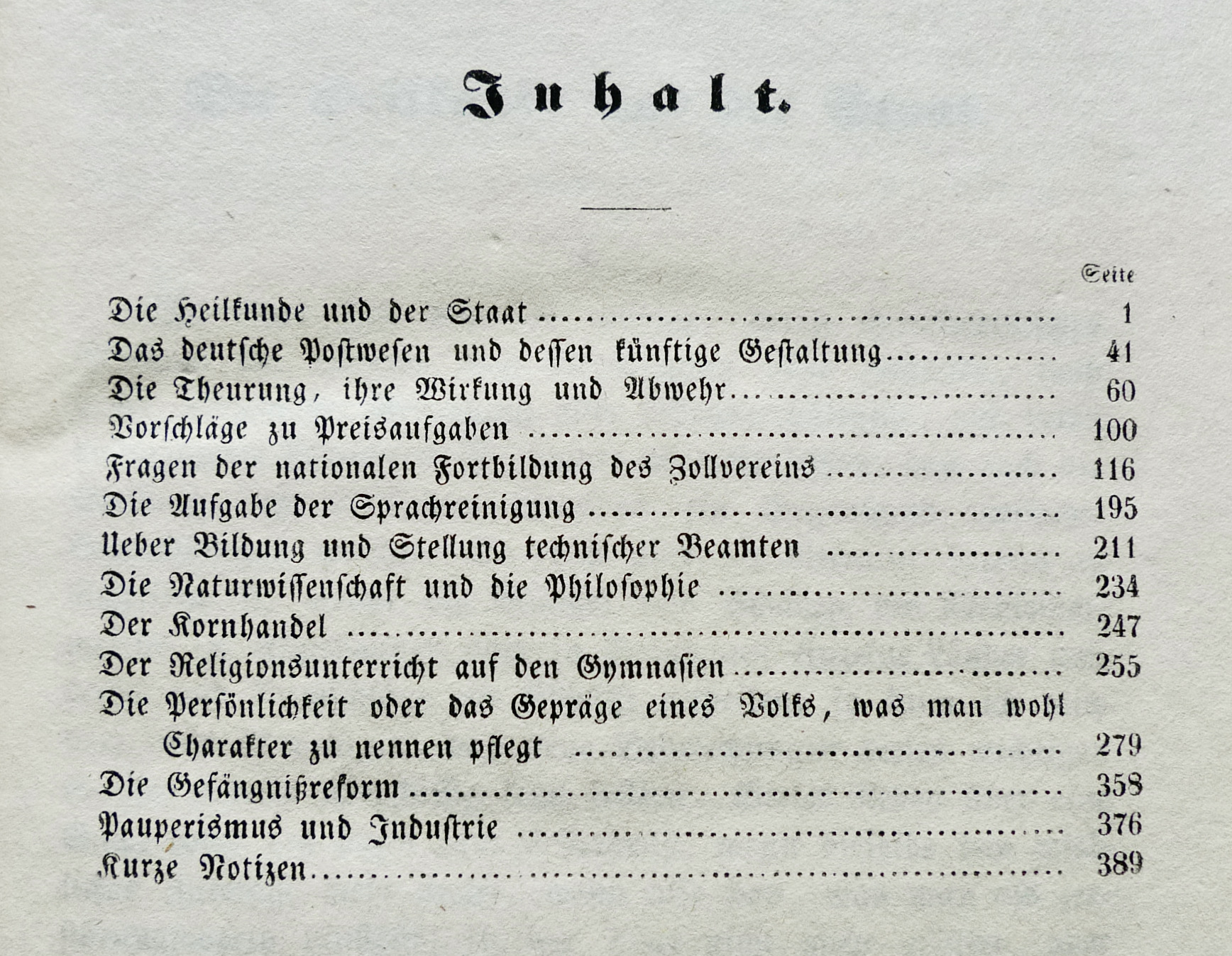
Inhaltsverzeichnis des Ersten Hefts der Deutschen Vierteljahrsschrift von 1847.

Entsprechend breit gefächert waren die Artikel einer jeden Nummer. Thematische Schwerpunkte bildeten Politik, Wirtschaft, Naturwissenschaften und geistiges Leben. Die Artikel zur Deutschlandpolitik kreisten dabei um die Schaffung eines großdeutschen Bundes unter Vorherrschaft Österreichs. Wiederkehrende Themen waren darüber hinaus der Handel und die Zollvereinigung, dazu die zunehmende Armut der Arbeiterklasse sowie das Post- und Eisenbahnwesen. Daneben gab es aber in jedem Heft Artikel aus den unterschiedlichsten Fachbereichen.

## Programmatik und politische Ausrichtung
Die Deutsche Vierteljahrsschrift war gemäßigt fortschrittlich und lässt sich vor allem bis 1848 als liberal bezeichnen. Unter dem Eindruck der gescheiterten Märzrevolution wurde die Ausrichtung allerdings konservativer. Nationale Fragen spielten nun eine größere Rolle.
Im schärfer werdenden Dualismus zwischen Preußen und Österreich stand die Vierteljahrsschrift als süddeutsche Stimme auf Seiten Wiens. Erklärtes Ziel war die Schaffung eines großdeutschen Bundes unter der Vorherrschaft Habsburgs.
Nach Eckehard Schneider gehörten die meisten Autoren einer Übergangszeit an. Sie waren noch stark vom „geistigen Gehalt des 18. Jahrhunderts“ bestimmt, wurden dabei aber auch zunehmend von „Strömungen des 19. Jahrhunderts“ getragen.

## Format und Auflage
Die Publikation erschien viermal pro Jahr im handlichen Quartformat. Jedes der broschierten Hefte enthielt auf gut 350 Seiten etwa acht bis zehn Aufsätze und kostete drei Gulden. 1850 hatte die Zeitschrift eine Auflage von 1200 Exemplaren, 1867 waren es nur noch rund 1000 Stück. 1870 wurde sie eingestellt.